# Intelligenter Stromverbrauch
Intelligenter Stromverbrauch erfolgt auf zwei Wegen: Einerseits durch die Laststeuerung von Stromnetzen durch vorübergehendes Herunter- oder Abschalten von zeitlich flexiblen Stromverbrauchern, um den Bedarf an elektrischer Energie von Lastspitzen weg zu verschieben und die Versorgungssicherheit zu erhalten.
Andererseits wird die Steuerung des Verbrauchs weitgehend vom Verbraucher selbst bestimmt, wobei in neuerer Zeit auch der englische Begriff Smart Home propagiert wird. Zudem können intelligente Stromnetze den Verbrauch steuern. Im Gegensatz zur Energieeinsparung wird der Verbrauch meist nur zeitlich verschoben.
Durch den größeren Anteil an erneuerbaren Energien wird es wichtiger, die Schwankungen der Energieerzeugung an die Schwankungen des Energieverbrauchs anzugleichen. Neben der Möglichkeit der Speicherung von elektrischer Energie mittels Energiespeichern bzw. Speicherkraftwerken, der bedarfsgerechten Stromerzeugung z. B. durch Wasserkraftwerke oder Bioenergie, dem Ausbau von Stromnetzen zum schnellen Verteilen über eine große Fläche, gibt es auch die Möglichkeit, den Stromverbrauch dem Stromangebot anzupassen.

## Zeitvariable Stromtarife
Die Motivation des Verbrauchers, Strom zeitversetzt zu verbrauchen, kann auf Umweltbewusstsein begründet sein oder durch wirtschaftliche Vorteile. Durch zeitvariable Stromtarife wird der Preis bei Stromüberangebot gesenkt, bei Strommangel dagegen angehoben. Dadurch können beispielsweise extreme Verbrauchsspitzen vermieden werden und große Einsparungen für das Stromsystem erreicht werden, weil Spitzenlastkraftwerke nicht aktiviert werden müssen. Die Tarife sind entweder starr tageszeitabhängig oder lastvariabel, d. h. abhängig vom aktuellen Stromangebot. Seit Ende 2010 müssen Energieversorger in Deutschland nach dem Energiewirtschaftsgesetz zeitvariable Stromtarife anbieten, welche aber noch nicht der Breite der Konsumenten zugänglich sind. Wenn verschiedene zeitvariable Tarife zur Auswahl stehen, stellt sich für Haushalte die Frage der Auswahl des am besten geeigneten Tarifs, da unterschiedliche Tarife große Unterschiede bei den Stromrechnungen bedeuten können.
Neben einem manuell gesteuerten Verbrauchsverhalten anhand von Tageszeiten oder Informationsdiensten können intelligente Stromverbraucher, wie entsprechend ausgerüstete Waschmaschinen, Spülmaschinen und Kühlschränke bei geringem Strompreis ein- und bei hohem Strompreis ausschalten. Solche intelligenten Haushaltsgeräte sind seit etwa 2014 verfügbar. Ziel ist dabei, neben der Energieeinsparung und Gebäudeautomation (Smart Home) auch Anreize zur besseren Steuerung des Energieverbrauchs zu setzen.
Weitere Möglichkeiten bietet ein intelligenter Stromzähler, der den Stromverbrauch in Abhängigkeit von der Zeit messen kann und den aktuellen Strompreis vom Energieversorger bezieht und einem Haushalt bereitstellt. Der Einbau solcher Zähler ist für Neu- und Umbauten in Deutschland Pflicht Solche Zähler zeigen den aktuellen Tarif an bzw. geben diesen Tarif an Haushaltsgeräte weiter und messen den Stromverbrauch in Abhängigkeit von der Zeit. Die Datenübertragung erfolgt direkt über das Stromnetz. Mittels lastvariablen Tarifen (Lastgangmodifikation) können zusätzlich Effekte wie die ökonomische Optimierung des Kraftwerkparks und der Stromnetze, die Reaktion auf außergewöhnliche Marktereignisse, die Integration fluktuierender Erzeugung und Netzschutz erreicht werden.
Bei fluktuierender Stromerzeugung kann der überschüssige Strom in niedrigen Verbrauchszeiten in Wärmepumpen oder Industrieanlagen, z. B. mit Power-to-Heat genutzt werden, womit Verbrauch und Erzeugung besser synchronisiert werden können. Zugleich könnten damit die vorgehaltenen „Must-Run“-Kapazitäten konventioneller Kraftwerke sinken. Zusätzlich angereizt werden könnte diese Entwicklung durch die Dynamisierung bestimmter Strompreiselemente.
Betreiber einer Photovoltaikanlage können durch einen intelligenten Eigenverbrauch, z. B. mittels eigener Batterie und einem Batteriemanagementsystem, ihren Strombedarf günstiger decken.

## Maßnahmen
Im Stromnetz muss das Stromangebot immer mit der Stromnachfrage übereinstimmen. Dies soll durch die bereitgestellte  Regelleistung erfolgen. Bei unvorhersehbaren Ereignissen wie dem Ausfall eines Kraftwerks oder einem kurzfristigen Bedarf muss zusätzlich ein Stromangebot geschaffen werden. Das geschieht durch das Starten von entsprechenden Energieerzeugern. Aber es kann auch erreicht werden, indem gewisse Verbraucher, sogenannte Lastabwurfkunden, mittels Demand Side Management zeitweilig vom Netz genommen werden. In Deutschland gibt es eine Börse für derartige Regelenergie.

### Heizsysteme
Im Privathaushalt können auch Wärmepumpenheizungen zur intelligenten Verknüpfung von Strom- und Wärmemarkt dienen. Bei Stromüberangebot werden die Wärmepumpen oder auch konventionelle elektrische Heizungen eingeschaltet, bei Stromunterangebot ausgeschaltet. Das geschieht mit vom Versorger ferngesteuerten Relais. Die Wärmeenergie kann auch in Wärmespeichern (ähnlich einer Isolierkanne) zwischengespeichert werden. Die gespeicherte thermische Energie kann nicht wieder in elektrische Energie zurückverwandelt werden, sondern sie wird dem Heizsystem zugeführt. Die Kosten für die Nutzwärme können derzeit (6/2014) damit im Vergleich zu Öl- und Gasheizung von etwa 8 Cent/kWh auf etwa 4 Cent/kWh gesenkt werden (s. Betriebskosten von Wärmepumpenheizungen).
Die Karlsruher Stadtwerke bieten einen Stromtarif für Wärmepumpen. Dieser ist etwa 30 Prozent günstiger als der Normaltarif. Jedoch gibt es bei diesem Tarif Unterbrechungszeiten, d. h. der Strom ist im Laufe eines Tages nur mit Unterbrechungen verfügbar.

### Tiefkühlhäuser
Beim Stromüberangebot könnten Kühlhäuser im Rahmen des Lastmanagements die Temperatur um einige Grad absenken. Während eines Stromunterangebots wird dann auf die weitere Kühlung verzichtet, wodurch ein Strombedarf über viele Stunden verzögert werden kann.
In Cuxhaven wird dies von zwei Tiefkühlhäusern in Zusammenarbeit mit dem lokalen Energieversorger EWE so praktiziert. Gesteuert werden die Anlagen von den kurzfristigen Preissignalen von der Strombörse. Auf diese Weise werden gezielt niedrige Strompreise genutzt. Die Betreiber der Kühlhäuser konnten so ihre Stromkosten um etwa 8 Prozent senken. Nach einer Studie der Deutschen Energie Agentur dena könnte die deutsche Lebensmittelindustrie auf diese Art bis zu 1,5 GW negative Regelenergie bereitstellen und somit einen großen Beitrag zur Versorgungssicherheit in Deutschland leisten. Dieses Potential wurde Stand 2014 kaum ausgeschöpft.

### Laden von Akkumulatoren
Das Laden von Akkumulatoren benötigt eine hohe Menge Strom und ist oft zeitvariabel.
Pedelecs, Elektrofahrräder, Elektrorollstühle oder Elektroautos könnten in Zeiten laden, in denen es ein Überangebot an Strom gibt. In Dänemark wurde in einem Projekt ermittelt, wie sich Elektroautos zum intelligenten Stromverbrauch eignen. Der Elektroautobesitzer gab beim Anschließen seines Elektroautos an das Stromnetz auch an, wann er das Fahrzeug wieder brauchen würde. Ein intelligentes Ladegerät steuerte dann den Ladeprozess nach dem jeweiligen Stromangebot. Vehicle to Grid nutzt die Speicherkapazität von Elektroautos, um günstige geladene Energie wieder zurück ins Netz zu speisen und damit Strom zu puffern.
Gewerbliche Verbraucher laden außerhalb der Geschäftszeiten elektrische Gabelstapler oder Hubwagen und können diesen Ladevorgang noch zusätzlich in Zeiten mit Stromüberschuss verschieben. Auch Akkus im Haushalt wie Mobiltelefone, Laptops, Akku-Schrauber etc., können zeitoptimal geladen werden, haben aber aufgrund der sehr geringen Kapazität nur ein geringes Verschiebepotential.

### Wasserwirtschaft
Das Walchenseekraftwerk ist mit einer installierten Leistung von 124 MW bis heute eines der größten seiner Art in Deutschland. Es wurde ursprünglich für die allgemeine Stromversorgung gebaut und dient heute vorwiegend als Spitzenlastkraftwerk.
Der Deich- und Hauptsielverband Dithmarschen (DHSV) betreibt unweit von Heide in Schleswig-Holstein das Schöpfwerk Kudensee, das in unregelmäßigen Abständen große Mengen Wasser aus dem Land hinter dem Deich in die Nordsee pumpt. Dies ist notwendig, um das Marsch- und Weideland bewohnbar zu halten, da das Regenwasser aufgrund des hohen Grundwasserspiegels nicht versickern kann. Die Pumpen des Schöpfwerks laufen jedoch nur, wenn sich ausreichend Regenwasser angesammelt hat. Daher hat sich der DHSV 2015 für einen intelligenten Stromtarif des Kölner Energieversorgers Next Kraftwerke entschieden. Über die Leitstelle des Energieversorgers werden dem DHSV kontinuierlich Preissignale von der Strombörse übermittelt. Ist der Strom für die Dauer des Pumpvorgangs günstig, etwa wenn viel Windstrom in den Netzen ist, werden die Pumpen gestartet. Liegen die Strompreise über dem Durchschnitt, werden zunächst die Speicherkapazitäten des Kudensees genutzt. Laut dem Geschäftsführer des DHSV, Matthias Reimers, konnten so 30 Prozent Energiekosten eingespart werden.

## Forschung
Unter der E-Energy-Initiative der Bundesregierung wurde 2012 im E-DeMa-Projekt der intelligente Stromverbrauch in etwa 700 Haushalten in einem Feldversuch getestet. Dazu wurden die Haushalte mit intelligenten Zählern ausgestattet.
Das Fraunhofer-Institut für Techno- und Wirtschaftsmathematik misst mit dem Projekt mySmartGrid in 200 Haushalten den Stromverbrauch, um so einen intelligenten Stromverbrauch zu ermöglichen.
Mit dem Pilotprojekt Smart Watts können private Verbraucher ihren Energieverbrauch überwachen und steuern.
In amerikanischen Studien zum Critical Peak Pricing (CPP) wurde gezeigt, dass durch variable Stromtarife kurzzeitige Lastreduktionen von bis zu 30 Prozent möglich sind.
Die Studie „Der flexible Verbraucher – Potenziale zur Lastverlagerung im Haushaltsbereich“ wurde vom Wissenschaftlichen Institut für Infrastruktur und Kommunikationsdienste (WIK, Bad Honnef) im Jahr 2015 erarbeitet und vom Ministerium für Ländlichen Raum und Verbraucherschutz Baden-Württemberg und dem Ministerium für Umwelt, Klima und Energiewirtschaft Baden-Württemberg gemeinsam herausgegeben. Die Studie sieht Potentiale im privaten Bereich insbesondere in den Bereichen Elektromobilität, Wärmepumpen, Speicherheizungen, Photovoltaik mit Speicher und kleinen Blockheizkraftwerken. Um diese Potentiale nutzen zu können, muss es für die privaten Verbraucher finanzielle Anreize geben, z. B. über variable Endkundentarife. Die Bundesregierung müsse dafür die Voraussetzungen schaffen.